# Neil Anderson
Sir Neil Dudley Anderson, KBE, CB (* 5. April 1927 in Hastings, Neuseeland; † 5. Juni 2010 in Wellington, Neuseeland) war ein neuseeländischer Vizeadmiral und Kommandeur der Streitkräfte (New Zealand Defence Force).

## Leben
Nach der Schulausbildung in seiner Heimatstadt Hastings trat er 1944 als Seekadett in die Royal New Zealand Navy ein und nahm nach seiner Ausbildung zum Marineoffizier 1950 bis 1951 am Koreakrieg an Bord der HMNZS Rotoiti teil. In der Folgezeit wurde er zum Navigator ausgebildet und war später Kommandant zahlreicher Schiffe der neuseeländischen Marine wie der HMNZS Taranaki, HMNZS Philomel und HMNZS Waikato.
Nachdem er von 1978 bis 1980 Chef des Marinestabes (Chief of Naval Staff) war, erfolgte als Nachfolger von Air Marshal Sir Richard Bolt 1980 seine Ernennung zum Vizeadmiral und Kommandeur der Streitkräfte (New Zealand Defence Force, NZDF). Er war damit als Chief of Defence Staff (CDS) nach der Oberbefehlshaberin de jure Königin Elisabeth II. und dem Oberbefehlshaber de facto in Person des amtierenden Verteidigungsministers der militärische Befehlshaber der NZDF. Diese Position bekleidete er bis zu seiner Verabschiedung in den Ruhestand 1983. Nachfolger als Chef des Verteidigungsstabes wurde daraufhin Air Marshal Sir Ewan Jamieson.
Für seine Verdienste wurde er 1982 zum Companion des Order of the Bath ernannt. 1984 wurde er als Knight Commander des Order of the British Empire geadelt und führte fortan den Namenszusatz „Sir“.
Sir Neil Anderson war verheiratet mit der neuseeländischen Schriftstellerin Barbara Anderson.